# Buturugeni
Buturugeni est une commune du județ de Giurgiu en Roumanie.